# Y Arae
Y Arae är en pulserande variabel av Mira Ceti-typ i stjärnbilden Altaret. 
Stjärnan varierar mellan visuell magnitud +8,6 och mindre än 14,0 med en period av 240,2 dygn.